# Hironaga Júdzsi
Hironaga Júdzsi (Oszaka, 1975. július 25. –) japán válogatott labdarúgó.

## Nemzeti válogatott
A japán U23-as válogatott tagjaként részt vett az 1996. évi nyári olimpiai játékokon.